# Arbeitsstelle für Molekularelektronik

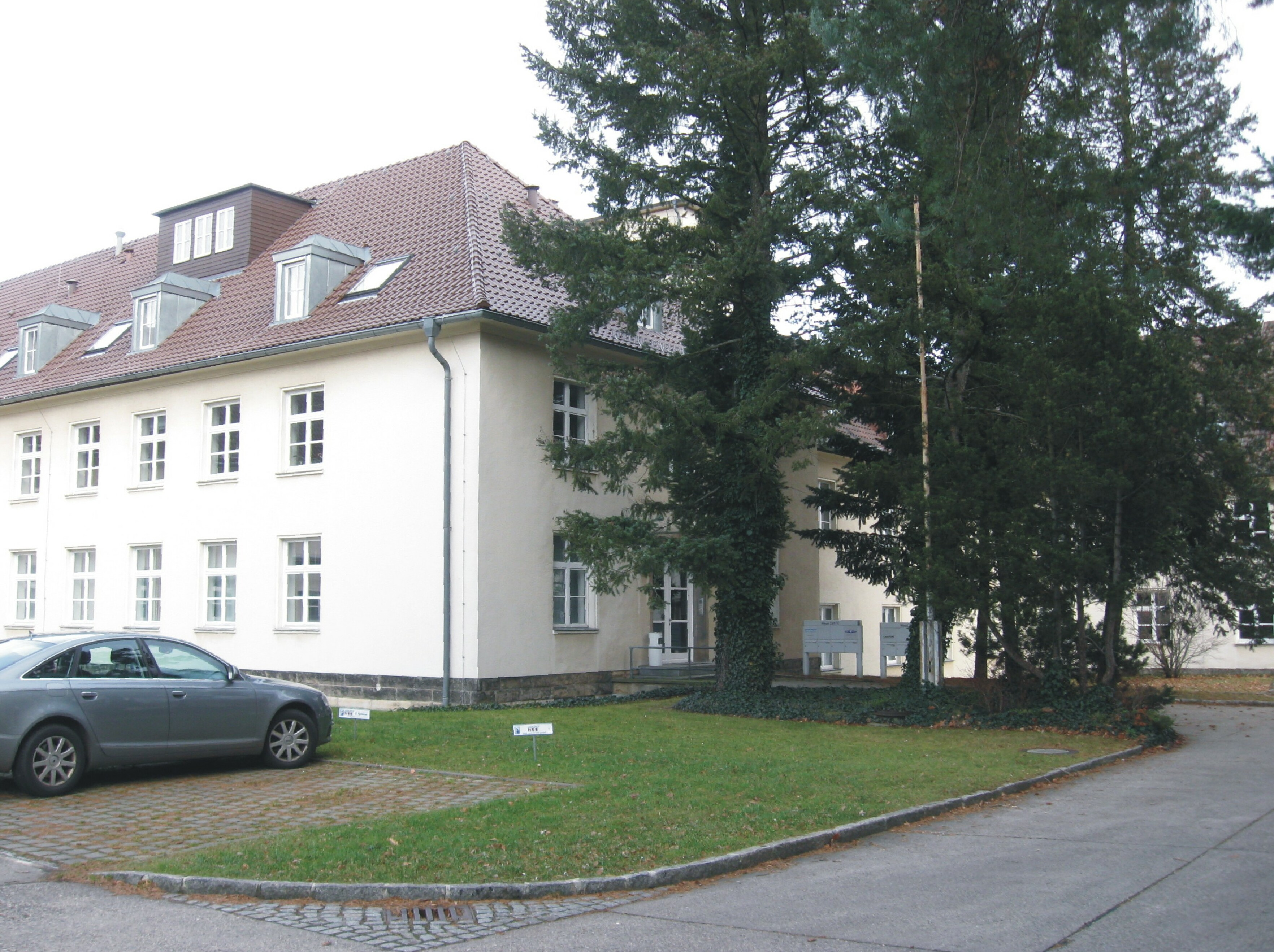
Eingangskomplex der ehemaligen Arbeitsstelle für Molekularelektronik Dresden, Zustand 2011

Die Arbeitsstelle für Molekularelektronik in Dresden (AME) war das führende Institut der DDR zur Erforschung der Halbleitertechnologie.

## Geschichte

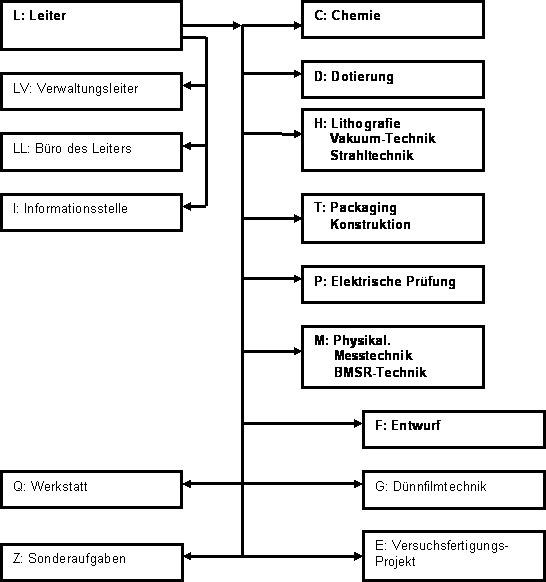
Struktur der AME Dresden der 1960er-Jahre

Am 1. August 1961 gründete Werner Hartmann die „Arbeitsstelle für Molekularelektronik“ (AME) als Forschungsinstitut in Dresden, welches zunächst dem Amt für Kernforschung und Kerntechnik unterstellt war und von 1963 bis 1965 dem Volkswirtschaftsrat unterstand. Ab 1965 gehörte es zur VVB Bauelemente und Vakuumtechnik, die 1978 im Kombinat Mikroelektronik Erfurt aufging. Im Laufe der Zeit wurde das Institut umstrukturiert und umbenannt, 1969 in „Arbeitsstelle für Molekularelektronik Dresden“ (AMD) sowie 1976 in „Institut für Mikroelektronik Dresden“ (IMD). 1980 wurde durch Zusammenlegung von VEB Elektromat Dresden und dem Institut für Mikroelektronik Dresden das „VEB Zentrum für Forschung und Technologie Mikroelektronik“ (ZFTM) gebildet, welches 1986 in das Kombinat Carl Zeiss Jena eingegliedert wurde. Die letzte Umbenennung zu DDR-Zeit erfolgte 1987. Mit der Ausgliederung des VEB Elektromat Dresden wurde aus dem ZFTM das VEB Forschungszentrum Mikroelektronik Dresden (ZMD).
Mit der Gründung 1961 wurde die AME in den innen umgebauten Gebäuden der Luftkriegsschule Klotzsche untergebracht. 
Trotz aller Bemühungen, Fortschritte und Erfolge war langfristig ein Schritthalten mit der hohen internationalen Dynamik in diesem Bereich für die DDR nicht machbar. Nach der Abberufung Hartmanns am 11. Juli 1974 schwenkte die Stasi dazu über, sich die Informationen zur Fortführung durch Wirtschaftsspionage der in diesem Bereich führenden Länder zu beschaffen und die Ergebnisse in den eigenen Forschungsapparat einzuspeisen.